# Zimmerit

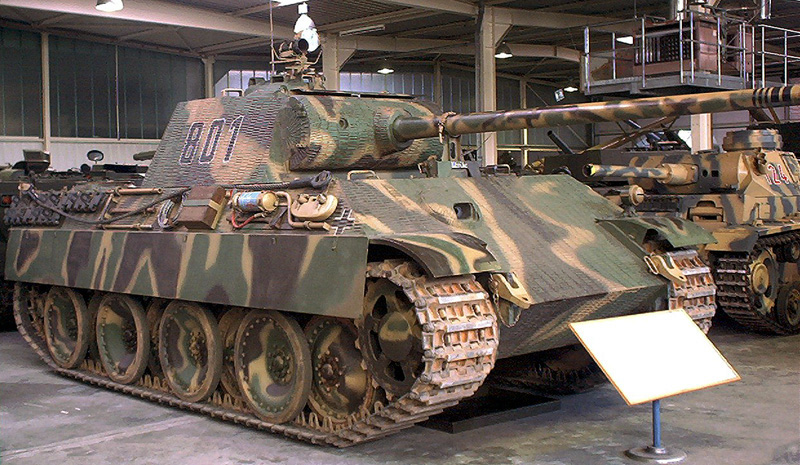
El Panther con Zimmerit del Museo técnico de Coblenza.

El Zimmerit era una cubierta con forma pastosa, empleada en los tanques alemanes desde mediados hasta el final de la Segunda Guerra Mundial. Era empleado para crear una capa dura que cubriese el blindaje metálico del vehículo, ofreciendo la suficiente separación para evitar que las granadas antitanque magnéticas se adheriesen a este, aun cuando Alemania fue el único país que empleó granadas antitanque magnéticas en gran número. El Zimmerit no era frecuentemente aplicado a los tanques durante las últimas etapas de la guerra, debido al temor infundado que se incendiaría al ser impactado por un proyectil antitanque. Fue desarrollado por la empresa alemana Chemische Werke Zimmer & Co de Berlín. Esta técnica fue ampliamente usada tanto por los soviéticos como por los alemanes.

## Características

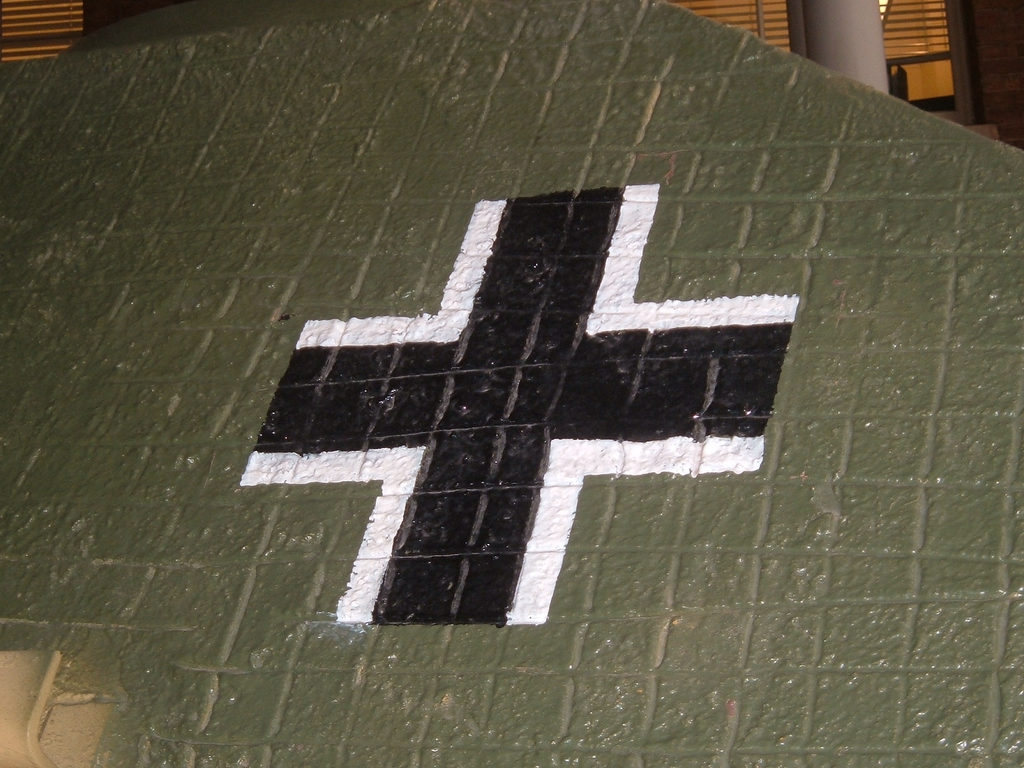
Zimmerit con patrón cuadrillado.

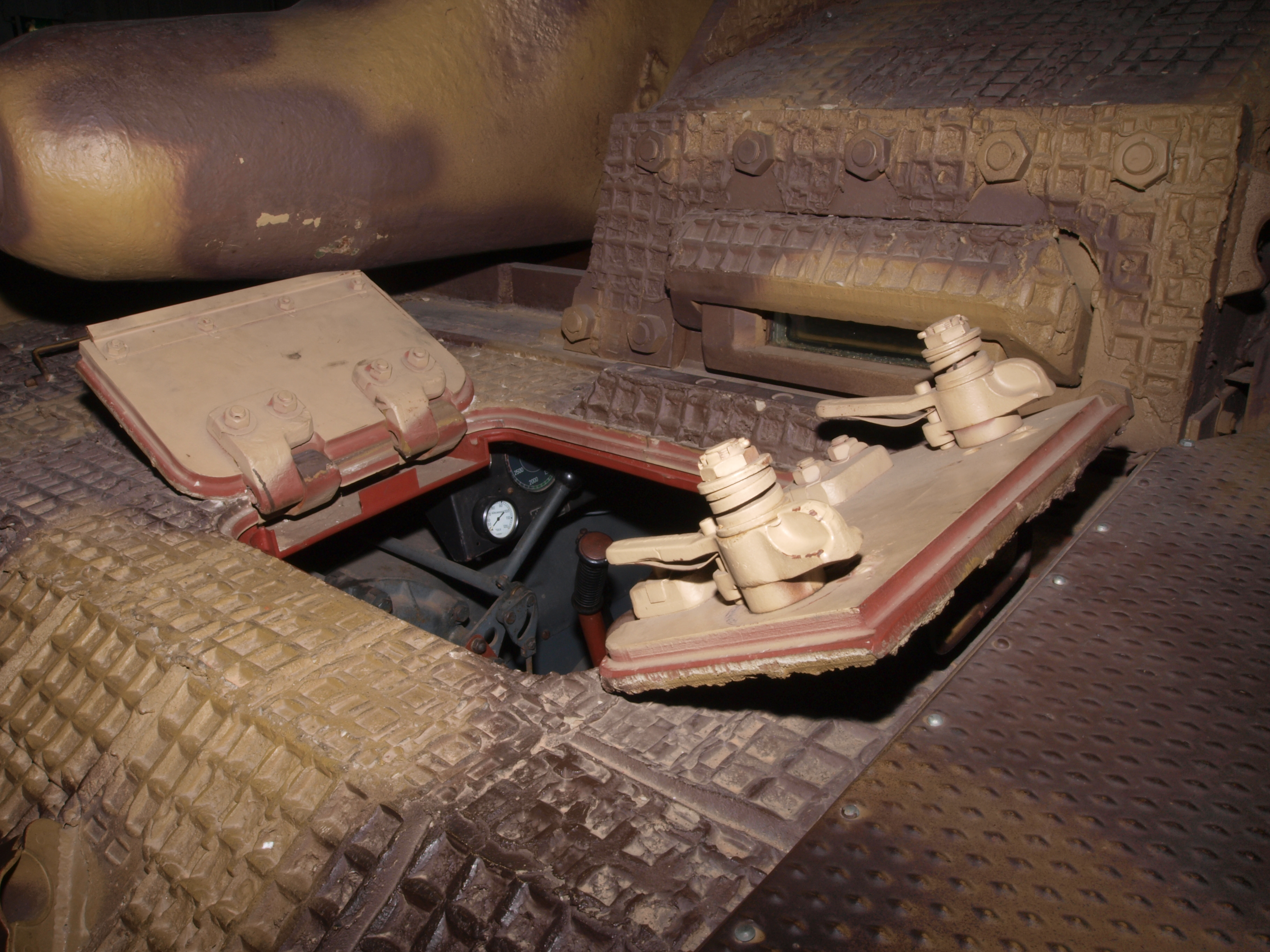
El Zimmerit con patrón de waffle de un StuG III.

La cubierta era una barrera que evitaba el contacto directo de las granadas antitanque magnéticas con las superficies metálicas del vehículo. El campo magnetostático se reduce rápidamente, elevando al cubo la distancia; la cubierta no magnética mantenía los imanes de la granada muy lejos del acero del vehículo para que esta pudiese adherirse. Usualmente se le estampaba un patrón en relieve a la cubierta para incrementar su espesor, con los puntos altos del patrón incrementando su espesor sin añadir más peso.
La mezcla tenía la consistencia de una masilla o pasta espesa. Era aplicada sobre todos los costados del casco y la torreta del tanque, usualmente en la fábrica, donde se le estampaba un patrón y era endurecida con sopletes. Tenía un espesor variable (10 a 50 mm) y el patrón que se le estampaba tuvo muchas variaciones, desde el habitual cuadrillado u ondulado, hasta un inusual patrón de waffle. Estas diferencias estaban principalmente relacionadas con la fábrica que producía cada tipo de vehículo blindado. Por ejemplo, el patrón de waffle se vio exclusivamente en los cañones de asalto Sturmgeschütz III. En general, los vehículos que ya estaban en servicio no fueron cubiertos con Zimmerit.

## Uso en combate
El Ejército alemán introdujo la granada antitanque magnética Hafthohlladung en 1942. Esta consistía en una ojiva de carga hueca unida a un aro de metal que tenía tres poderosos imanes. Suministrada a la infantería, el usuario correría hacia un tanque y ubicaría el aparato en cualquier superficie a la que los imanes se adhiriesen. Entonces el usuario jalaría el pasador de seguridad y correría para ponerse a cubierto. Los imanes no solamente sostenían la granada sobre el vehículo, sino que también ofrecían el espacio adecuado entre la ojiva y el blindaje, permitiendo que el chorro de metal fundido se forme de manera adecuada. Preocupados que este sencillo diseño sea fácilmente copiado por la Unión Soviética, el Ejército alemán empezó a buscar maneras de prevenir el uso de tales armas contra sus tanques.
El Zimmerit se aplicó a algunos tanques y a las casamatas de cañones autopropulsados y cazacarros producidos desde diciembre de 1943 hasta el 9 de septiembre de 1944. Rara vez fue aplicado a los vehículos blindados con torretas o cascos abiertos. La apariencia irregular de la cubierta hacía que los vehículos pareciesen estar hechos de pizarra.  
Aquellos soldados que intentaban colocar una granada antitanque magnética sobre un tanque que usaba Zimmerit, corrían el riesgo de que la granada magnética puesta sobre el tanque enemigo cayese con el movimiento o vibraciones y pudiera herirlo o incluso matarlo en el caso de que no se pusiera a cubierto.
El Zimmerit dejó de aplicarse en las fábricas desde el 9 de septiembre de 1944 y en los talleres de campaña desde el 7 de octubre del mismo año. Esto se debió a preocupaciones que los impactos de proyectiles antitanque lo incendiarían. Estas demostraron ser falsas, pero la orden nunca fue anulada. La aplicación y el secado de la pasta añadían días a la producción de cada vehículo, lo cual era inaceptable debido a la escasez de tanques.
Después de la guerra, los británicos llevaron a cabo pruebas con un material similar aplicado sobre tanques Churchill y Cromwell, llevándose a cabo algunas pruebas en Canadá con un material similar aplicado sobre cañones autopropulsados, pero que no entró en servicio. No se utilizó un material parecido en los tanques de posguerra, ya que el amplio uso de lanzacohetes antitanque portátiles tales como el bazuca dejó obsoletas a las granadas antitanque magnéticas. 

## Ingredientes
La pasta estaba compuesta por los siguientes:
- 40 % Sulfato de bario - BaSO4
- 25 % Acetato de polivinilo – PVA
- 15 % Ocre (pigmento)
- 10 % Sulfuro de zinc – ZnS
- 10 % serrín

En la pasta fresca, el acetato de polivinilo era empleado bajo la forma de "Mowilith 20", una solución con 50% de benceno. Durante el proceso de secado, el benceno se evaporaba y la mezcla se endurecía.

## Tanques con Zimmerit

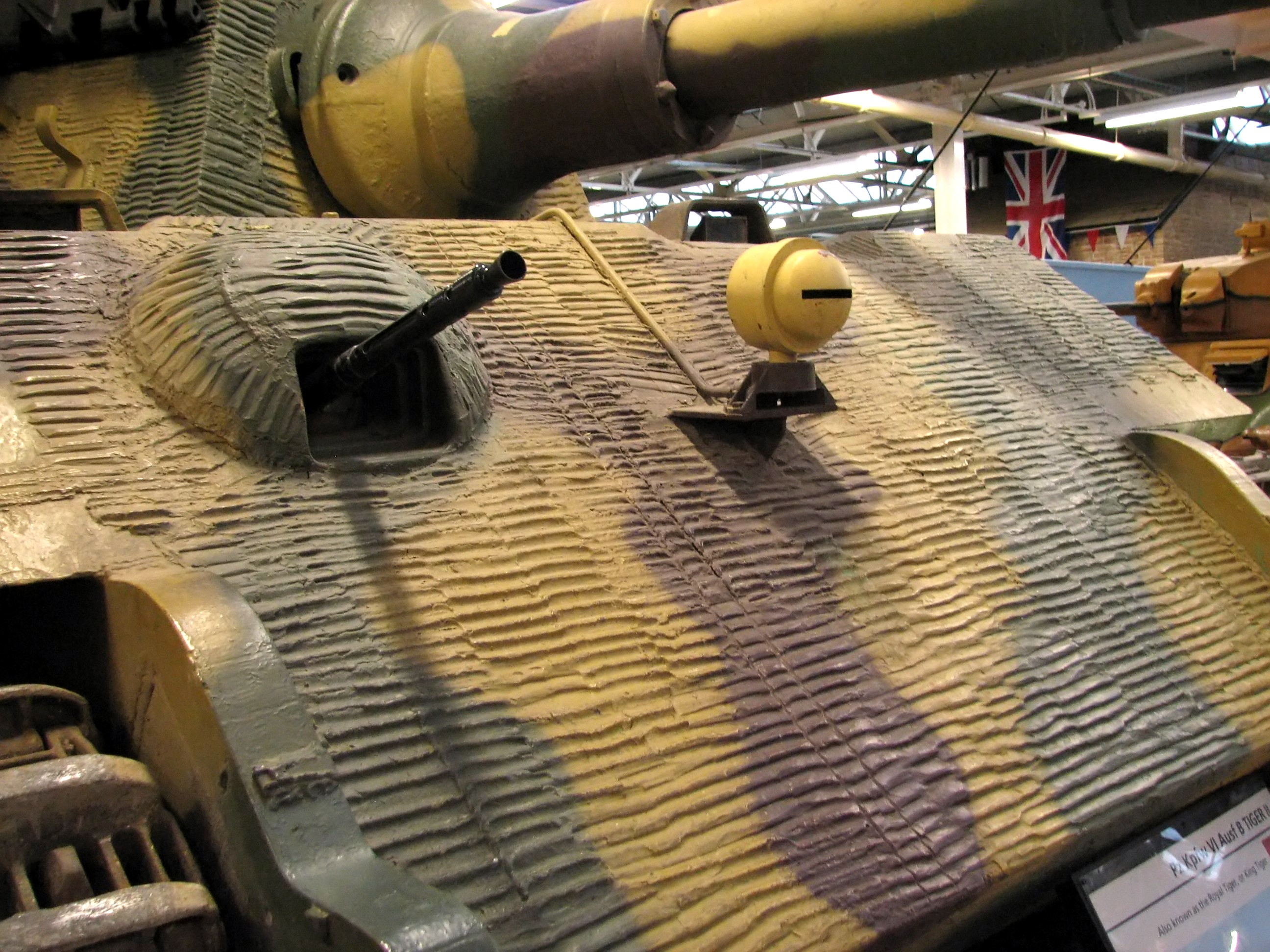
Detalle del glacis de un Tiger II, donde se aprecia el Zimmerit.

- Panzer III
- Panzer IV[3]
- Panzer V Panther[3]
- Panzer VI Tiger[3] - modelos de serie medios y tardíos
- Panzer VI Tiger Ausf. B[3] - solamente en los primeros modelos
- StuG III
- StuG IV - solamente en los primeros modelos
- Marder III
- Hornisse
- Jagdtiger - solamente en las versiones Porsche
- Jagdpanther - solamente en los primeros modelos
- Jagdpanzer IV
- Brummbär
- Sd.Kfz. 251 - escasos ejemplares